# Церковь Креста (Эссен)
Церковь Креста (нем.  Kreuzeskirche) — евангелическая церковь в центральном районе Штадткерн города Эссен (федеральная земля Северный Рейн-Вестфалия).

## История

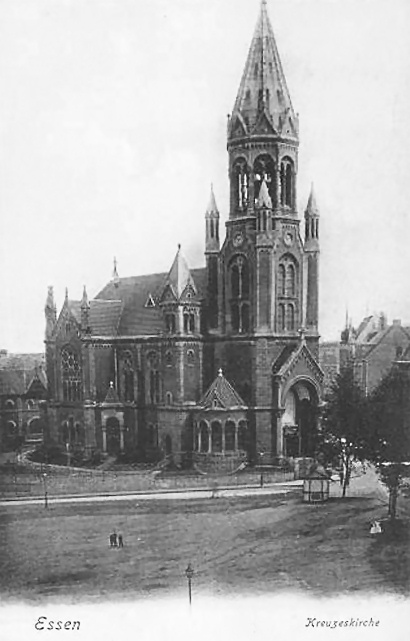
Церковь Креста в 1905 году

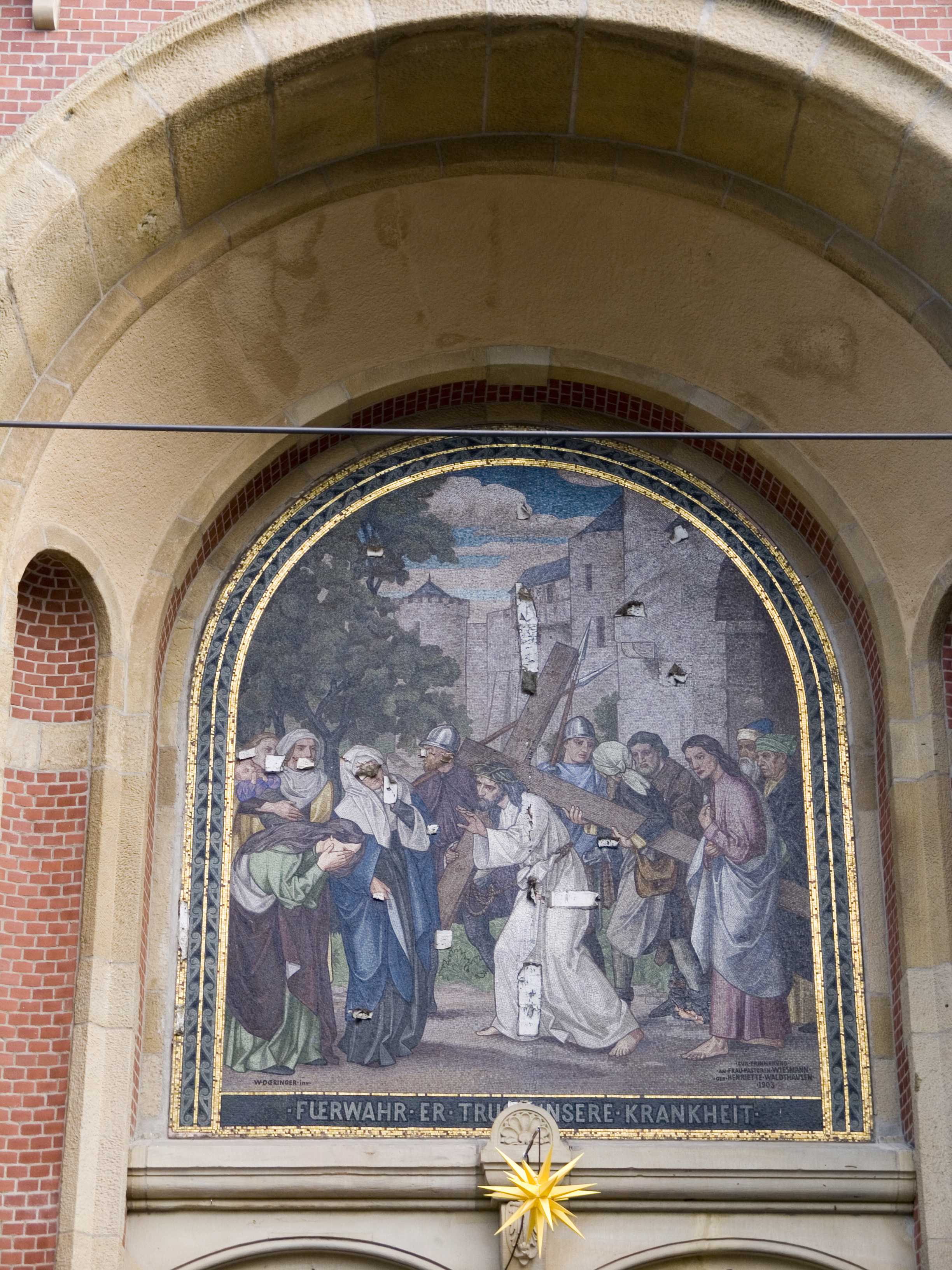
Мозаика над входным порталом

В конце XIX века в эпоху индустриализации Рурского региона население города Эссен стремительно росло. Особо много рабочих со своими семьями прибывало из восточных провинций Пруссии, население которой в основном являлось протестантским. Евангелическая община центральной части Эссена насчитывала свыше 50 000 человек. В связи с этим возникла необходимость строительства новой евангелической церкви в центре города.

Было принято решение строительства новой церкви на месте фундаментов старой церкви XIV века. Создание проекта было поручено берлинскому архитектору Августу Орту. За основу проекта Орт принял берлинскую церковь Благодарения, которая погибла в годы второй мировой войны. Церковь была заложена 31 октября 1894 года. Строительство церкви велось в основном на пожертвования, собираемые Эссенским гражданским объединением. Общие затраты составили порядка 300 000 марок. Освящена церковь была 1 декабря 1896 года в присутствии императрицы Августы Виктории.

Церковь имела вид латинского креста с трёхэтажной колокольной башней с западной стороны и рассчитана на одновременный приём 1500 верующих.

В ходе второй мировой войны 28 мая 1943 года во время бомбардировок союзнической авиации церковь Креста была разрушена. Восстановление церкви началось в 1949 году и закончилось в марте 1953 года. Наново освящена церковь Креста была 8 ноября 1953 года. В 1968 году в церкви Креста был установлен самый большой среди всех евангелических церквей Эссена орган. Орган изготовлен в берлинской органной мастерской Карла Щуке.

В 1987 году здание церкви было объявлено памятником архитектуры и взято под охрану государства. В 1994 году был проведен ремонт здания и с тех пор церковь используется не только для богослужений, но и для различных мероприятий — выставок, чтений, концертов.

В 2010 году церковное здание потребовало очередного ремонта. Для ремонта требовалась сумма порядка 4 млн. евро, поэтому здание было продано частному обществу, которое выполнило ремонт за свой счет. Теперь община церкви арендует здание за 1000 евро в месяц на 15 лет. Сегодня церковь принимает во время богослужений 500 верующих.